# نیوکسلتون
نیوکسلتون (به انگلیسی: Newcastleton) یک روستا در بریتانیا است که در اسکاتیش بوردرز واقع شده‌است. نیوکسلتون ۷۷۲ نفر جمعیت دارد.